# Dennstaedtia exaltata
Dennstaedtia exaltata là một loài dương xỉ trong họ Dennstaedtiaceae. Loài này được Hieron. mô tả khoa học đầu tiên năm 1904.
Danh pháp khoa học của loài này chưa được làm sáng tỏ. 